# Воза
Воза — река в Вологодской области России.
Протекает по лесистой, местами заболоченной местности, на территории Тотемского и Бабушкинского районов. Впадает в реку Иду в 76 км от её устья по правому берегу, выше одноимённого посёлка. Длина реки составляет 26 км, площадь водосборного бассейна — 94,8 км².

## Данные водного реестра
По данным государственного водного реестра России относится к Верхневолжскому бассейновому округу, водохозяйственный участок реки — Унжа от истока и до устья, речной подбассейн реки — Бассей притоков Волги ниже Рыбинского водохранилища до впадения Оки. Речной бассейн реки — (Верхняя) Волга до Куйбышевского водохранилища (без бассейна Оки).
Код объекта в государственном водном реестре — 08010300312110000015105.